# Impasse Vandal
Impasse Vandal är en återvändsgata i Quartier de Plaisance i Paris 14:e arrondissement. Impasse Vandal, som börjar vid Boulevard Brune 27, har fått sitt namn efter en viss monsieur Vandal, som ägde mark på denna plats. 

## Omgivningar
- Petite Ceinture
- Square Julia Bartet
- Gare d'Ouest-Ceinture
- Parc Georges Brassens

## Kommunikationer
- Tunnelbana – linje  – Porte de Vanves
- Busslinjerna 58, 59 och N63
- Spårvagn T3a

### Webbkällor
- ”Impasse Vandal”. Mairie de Paris. http://www.v2asp.paris.fr/commun/v2asp/v2/nomenclature_voies/Voieactu/9636.nom.htm. Läst 29 juli 2020.
- ”L'Impasse Vandal”. Les rues de Paris. http://www.parisrues.com/rues14/paris-14-impasse-vandal.html. Läst 29 juli 2020.